# Liste des arrêts de la Cour suprême des États-Unis, volume 511
Ceci est une liste des arrêts de la Cour suprême des États-Unis du volume 511 de l’United States Reports (1994) :

## Liste
- Victor v. Nebraska, 511 U.S.  1 (1994)
- United States v. Granderson, 511 U.S.  39 (1994)
- Powell v. Nevada, 511 U.S.  79 (1994)
- Oregon Waste Systems, Inc. v. Department of Environmental Quality of Ore., 511 U.S.  93 (1994)
- Ticor Title Ins. Co. v. Brown, 511 U.S.  117 (1994) (per curiam)
- J. E. B. v. Alabama ex rel. T. B., 511 U.S.  127 (1994)
- Central Bank v. First Interstate Bank, 511 U.S.  164 (1994)
- McDermott, Inc. v. AmClyde, 511 U.S.  202 (1994)
- Boca Grande Club, Inc. v. Florida Power & Light Co., 511 U.S.  222 (1994)
- United States v. Irvine, 511 U.S.  224 (1994)
- Landgraf v. USI Film Products, 511 U.S.  244 (1994)
- Rivers v. Roadway Express, Inc., 511 U.S.  298 (1994)
- Stansbury v. California, 511 U.S.  318 (1994) (per curiam)
- Chicago v. Environmental Defense Fund, 511 U.S.  328 (1994)
- United States v. Alvarez-Sanchez, 511 U.S.  350 (1994)
- In re Anderson, 511 U.S.  364 (1994) (per curiam)
- Beecham v. United States, 511 U.S.  368 (1994)
- Kokkonen v. Guardian Life Ins. Co. of America, 511 U.S.  375 (1994)
- C & A Carbone, Inc. v. Clarkstown, 511 U.S.  383 (1994)
- Security Services, Inc. v. Kmart Corp., 511 U.S.  431 (1994)
- Dalton v. Specter, 511 U.S.  462 (1994)
- Custis v. United States, 511 U.S.  485 (1994)
- Posters 'N' Things, Ltd. v. United States, 511 U.S.  513 (1994)
- BFP v. Resolution Trust Corporation, 511 U.S.  531 (1994)
- NLRB v. Health Care & Retirement Corp. of America, 511 U.S.  571 (1994)
- Staples v. United States, 511 U.S.  600 (1994)
- Associated Industries of Mo. v. Lohman, 511 U.S.  641 (1994)
- Morgan Stanley & Co. v. Pacific Mut. Life Ins. Co., 511 U.S.  658 (1994) (per curiam)
- McKnight v. General Motors Corp., 511 U.S.  659 (1994) (per curiam)
- Waters v. Churchill, 511 U.S.  661 (1994)
- PUD No. 1 of Jefferson Cty. v. Washington Dept. of Ecology, 511 U.S.  700 (1994)
- Nichols v. United States, 511 U.S.  738 (1994)
- Department of Revenue of Mont. v. Kurth Ranch, 511 U.S.  767 (1994)
- Key Tronic Corp. v. United States, 511 U.S.  809 (1994)
- Farmer v. Brennan, 511 U.S.  825 (1994)
- Digital Equipment Corp. v. Desktop Direct, Inc., 511 U.S.  863 (1994)

## Source
- (en) Cet article est partiellement ou en totalité issu de l’article de Wikipédia en anglais intitulé « List of United States Supreme Court cases, volume 511 » (voir la liste des auteurs).